# Dicranomyia longiunguis
Dicranomyia longiunguis là một loài ruồi trong họ Limoniidae. Chúng phân bố ở miền Cổ bắc.